# Азармедохт
Азармедохт е персийска царица (631 г.) и владетелка от династията на Сасанидите. Дъщеря на Хосров II Парвиз. Възкачва се на трона след сестра си Борандохт.
Според историкът Табари тя убива военачалника Фарук Хормизд (Хормазд V), който се опитал да се ожени за нея и да се домогне до властта. Неговият син Ростам отмъщава за смъртта му като детронира Азармедохт, след което я ослепява и убива.